# Mustafa Mohamed Ramadan
Mustafa Mohamed Ramadan (* 1. Juni 1996) ist ein ägyptischer Leichtathlet, der sich auf den Zehnkampf spezialisiert hat.

## Sportliche Laufbahn
Erste internationale Erfahrungen sammelte Mustafa Mohamed Ramadan 2013 bei den Jugendafrikameisterschaften in Warri, bei denen er im Hochsprung mit 1,75 m den siebten Platz gelangte und mit der ägyptischen Sprintstaffel (1000 Meter) nach 2:02,84 m auf Rang fünf gelangte und im Achtkampf mit 5360 Punkten die Goldmedaille gewann. Im Jahr darauf gewann er bei den Arabischen-Juniorenmeisterschaften in Kairo mit 6747 Punkten die Goldmedaille. 2015 nahm er im 110-Meter-Hürdenlauf an den Juniorenafrikameisterschaften in Addis Abeba teil und belegte dort in 15,01 s den siebten Platz. 2019 gewann er bei den Arabischen Meisterschaften in Kairo mit 7190 Punkten die Silbermedaille hinter dem Kuwaiter Majed Radhi al-Sayed und nahm anschließend an den Afrikaspielen in Rabat teil, bei denen er mit 7099 Punkten hinter dem Algerier Larbi Bourrada ebenfalls die Silbermedaille gewann.
2016 wurde Mohamed ägyptischer Meister im Zehnkampf.

## Persönliche Bestleistungen
- Zehnkampf: 7285 Punkte, 13. März 2019 in Maadi